# Franciscus Junius
Franciscus Junius (Heidelberg, 29 de Janeiro de 1591 † Windsor, Berkshire, 1677), também conhecido como François du Jon, foi um pioneiro da germânica filologia. Como um colecionador de manuscritos antigos, ele publicou as primeiras edições modernas de uma série de textos importantes.  Era filho do teólogo e erudito bíblico Franciscus Junius, O Velho
Junius foi a primeira pessoa a estudar profundamente o Codex Argenteus.

## Trabalhos
Em sua vida posterior, Junius dedicou-se ao estudo das línguas germânicas antigas. Sua obra, embora intrinsecamente valiosa, é particularmente importante por ter despertado o interesse por um assunto que na época era muitas vezes negligenciado.
As principais obras incluem:
- 1637, De pictura veterum traduzido como On the Painting of the Ancients em 1638, e como De Schilder-konst der Oude begrepen in drie boecken em 1641, reimpresso em 1659.

Uma segunda edição de De pictura , ampliada e melhorada por ele mesmo e aumentada com um índice, foi publicada postumamente por J.G. Graevius em 1694, com uma vida de Junius incluída como prefácio.
- 1655, Observationes in Willerami Abbatis Francicam paraphrasin Cantici Canticorum

"Notas sobre a paráfrase franca do Cântico dos Cânticos do Abade Williram"
- 1655, Annotationes in harmoniam Latino-Francicam quatuor evangelistarum, latim a Tatiano confectam

"Anotações sobre a harmonia latino-francesa dos quatro Evangelhos, com o latim de Taciano" (ou seja, o Diatessaron)
- 1655, Cædmonis monachi paraphrasis poetica Genesios ac praecipuarum sacrae paginae historiarum, abhinc annos M.LXX. Conscripta anglo-saxônica, et nunc primum edita

"A paráfrase poética do monge Cædmon de Gênesis e as outras páginas principais da história sagrada, composta em anglo-saxão há 1070 anos, e agora editada pela primeira vez".
A primeira edição do importante códice poético agora designado Bodleian Library MS Junius 11. Embora não se acredite mais que Cædmon escreveu os poemas que contém, ainda é comumente conhecido como o manuscrito de Cædmon.
- 1664, Gothicum Glossarium, quo Argentii Codicis Vocabula explicantur

"Um glossário de palavras da língua gótica como encontrado no Codex Argenteus"
- 1665, Quatuor Domini Nostri Iesu Christi Evangeliorum Versiones perantiquae duae, Gothica scilicet et Anglo-Saxonica

"Os Quatro Evangelhos de Nosso Senhor Jesus Cristo em duas versões antigas, ou seja, o gótico e o anglo-saxão"
A versão gótica é a tradução de Ulfilas, e foi editada por Junius do Codex Argenteus. A versão anglo-saxônica foi editada por Thomas Marshall. O glossário gótico de Junius (acima) foi incluído, junto com as notas de Marshall.
- 1743, Etymologicum anglicanum

"Etimologia Inglesa"
Publicado postumamente em uma edição de Edward Lye, que incluiu uma vida de gramática anglo-saxônica de Junius e George Hickes.